# نیترات روبیدیم
نیترات روبیدیم (به انگلیسی: Rubidium nitrate) با فرمول شیمیایی RbNO3 یک ترکیب شیمیایی با شناسه پاب‌کم 25731 است. که جرم مولی آن 147.473 g/mol می‌باشد. شکل ظاهری این ترکیب، جامد سفید است.